# Anton Igorewitsch Slobin
Anton Igorewitsch Slobin (russisch Антон Игоревич Злобин; * 22. Februar 1993 in Moskau) ist ein russischer Eishockeyspieler, der seit November 2018 erneut beim HK Spartak Moskau in der Kontinentalen Hockey-Liga unter Vertrag steht. Er spielt auf der Position des linken Flügelstürmers.

## Karriere
Anton Slobin entstammt der Jugendmannschaft des HK Spartak Moskau. Während seiner letzten Juniorensaison in Moskau erzielte er 50 Tore in 51 Spielen und erreichte 92 Punkte. Beim CHL Import Draft 2010 wählten ihn die Cataractes de Shawinigan aus der Ligue de hockey junior majeur du Québec, der höchsten Juniorenliga der kanadischen Provinz Québec, in der ersten Runde an 15. Position aus. Obwohl er fast keine Englisch- oder Französischkenntnisse besaß, entschied er sich im Juni 2010 für einen Wechsel nach Shawinigan.
In seiner Rookiesaison absolvierte Slobin 59 Spiele für die Cataractes und erzielte dabei 45 Punkte. Mit fünf Toren in den Playoffs (darunter ein spielentscheidendes Tor) trug er zum Einzug der Cataractes in die zweite Runde bei, wo man aber an den Remparts de Québec scheiterte. Sein endgültiger Durchbruch gelang ihm in der Saison 2011/12, in der er 40 Tore und 76 Punkte erzielte und eine Plus/Minus-Bilanz von +42 aufwies.
Im Jahr 2012 nahm Slobin zum ersten Mal am Memorial Cup teil, für den die Cataractes als Gastgeber automatisch qualifiziert waren. Nach dem letzten Platz in der Vorrunde zog die Mannschaft dank zwei Siegen in der K.O.-Runde ins Finale gegen die London Knights ein, in dem Slobin in der regulären Spielzeit den 1:1-Ausgleich für die Cataractes erzielte. Somit musste eine Overtime über den Gewinner des Memorial Cups entscheiden. Nach knapp 18 Minuten erzielte Slobin das zweite Tor für die Cataractes, die durch den Sieg ihren ersten Memorial Cup gewannen. Mit insgesamt fünf Toren und zwei Vorlagen war Slobin der zweitbeste Scorer des Turniers und wurde im Finale zum First Star gewählt.
Im Juni 2012 wurde Anton Slobin zu den Foreurs de Val-d’Or transferiert. Beim NHL Entry Draft 2012 wählten ihn die Pittsburgh Penguins in der sechsten Runde an insgesamt 173. Stelle aus. Nach einem weiteren Jahr in der LHJMQ wechselte er in die Organisation der Penguins, wo er hauptsächlich für deren Farmteam in der American Hockey League, die Wilkes-Barre/Scranton Penguins, zum Einsatz kam.
Der Beginn von Slobins professioneller Karriere wurde von mehreren Verletzungen überschattet. Er verpasste wegen einer Schulterverletzung Teile der Saison 2013/14 und konnte in der folgenden Spielzeit nur sechs Ligaspiele bestreiten. Dennoch gehörte er in den Play-offs um den Calder Cup 2014 mit sechs Toren und zehn Scorerpunkten zu den erfolgreichsten Spielern seiner Mannschaft, die in die dritte Runde einzog. Nach der Rückkehr von seiner Verletzung verbrachte er jedoch den Großteil der Saison 2015/16 bei den Wheeling Nailers in der ECHL.
Nach Ablauf seines dreijährigen Einstiegsvertrags kehrte Slobin nach Russland zurück und erhielt dort einen Probevertrag bei HK Dynamo Moskau, die ihn in der ersten Runde des KHL Junior Draft 2010 ausgewählt hatten. Anschließend spielte er für das Farmteam von Dynamo, den HK Dynamo Balaschicha, in der Wysschaja Hockey-Liga. Während der Saison 2016/17 debütierte er für Dynamo Moskau in der Kontinentalen Hockey-Liga, spielte parallel auch für Buran Woronesch in der zweiten Liga.
Im November 2018 kehrte er zu Spartak Moskau zurück.

## Erfolge und Auszeichnungen
- 2012 Memorial-Cup-Gewinn mit den Cataractes de Shawinigan
- 2017 Meister der Wysschaja Hockey-Liga mit dem HK Dynamo Balaschicha

## Karrierestatistik

### International
Vertrat Russland bei:
- World U-17 Hockey Challenge 2010

(Legende zur Spielerstatistik: Sp oder GP = absolvierte Spiele; T oder G = erzielte Tore; V oder A = erzielte Assists; Pkt oder Pts = erzielte Scorerpunkte; SM oder PIM = erhaltene Strafminuten; +/− = Plus/Minus-Bilanz; PP = erzielte Überzahltore; SH = erzielte Unterzahltore; GW = erzielte Siegtore; 1 Play-downs/Relegation; Kursiv: Statistik nicht vollständig)